# Konstal

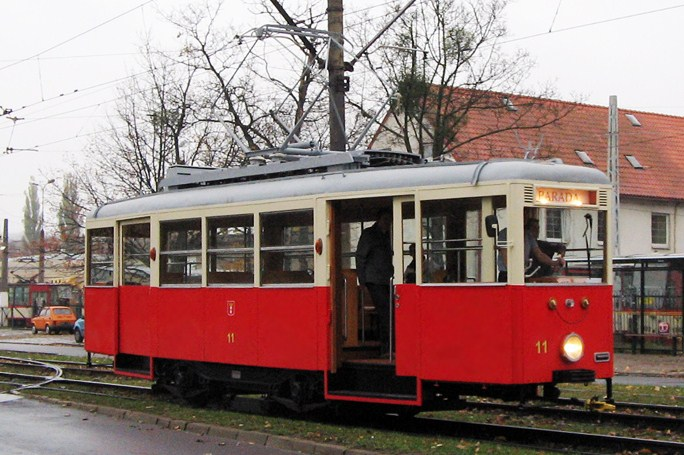
Konstal type N in Gdańsk

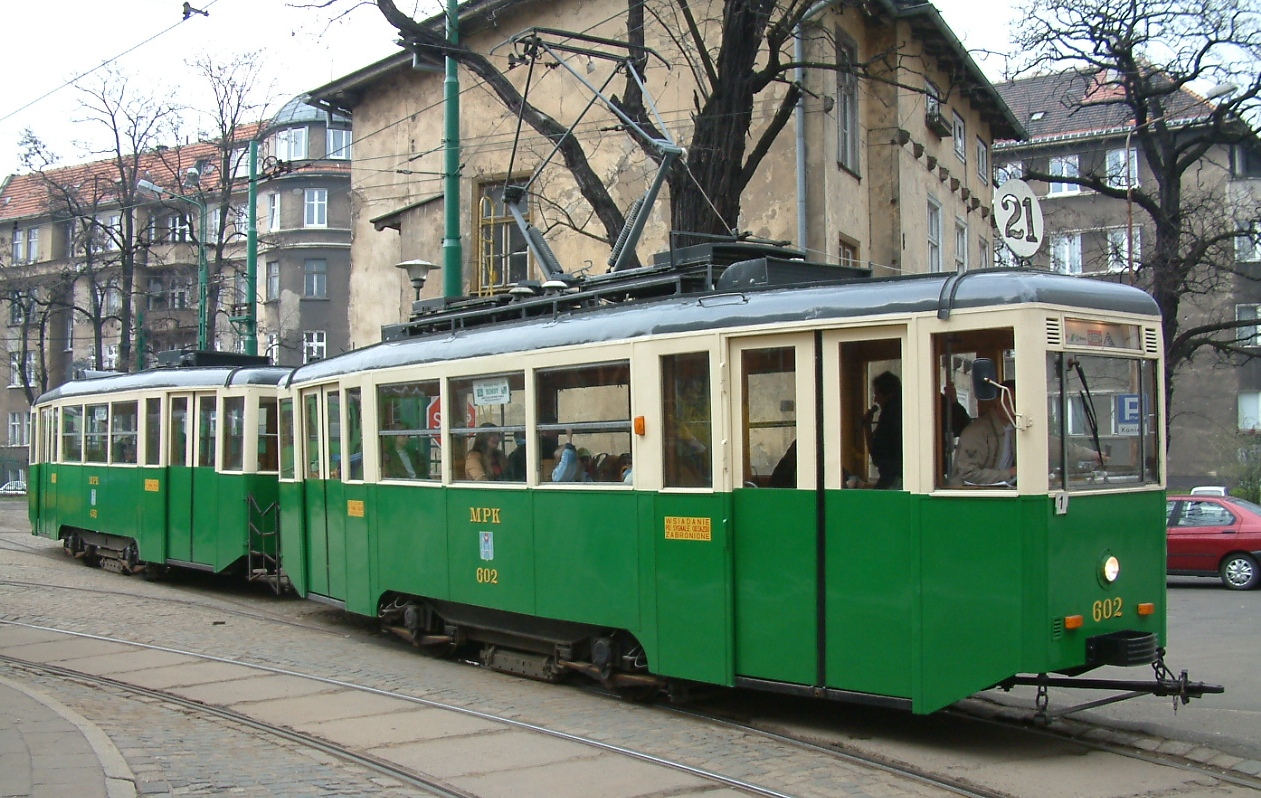
Konstal N na aanpassing tot 4N in Poznań

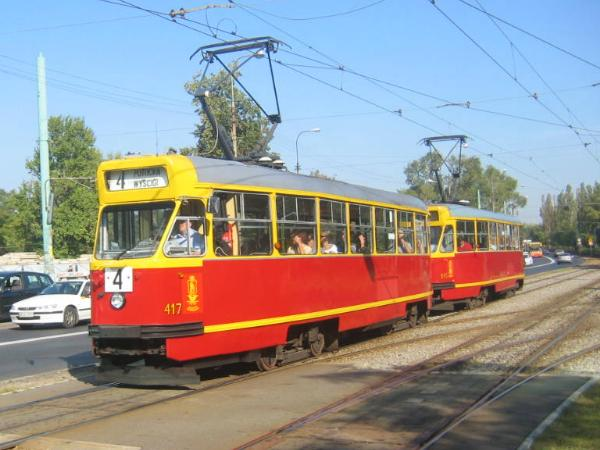
Konstal type 13N in Warschau

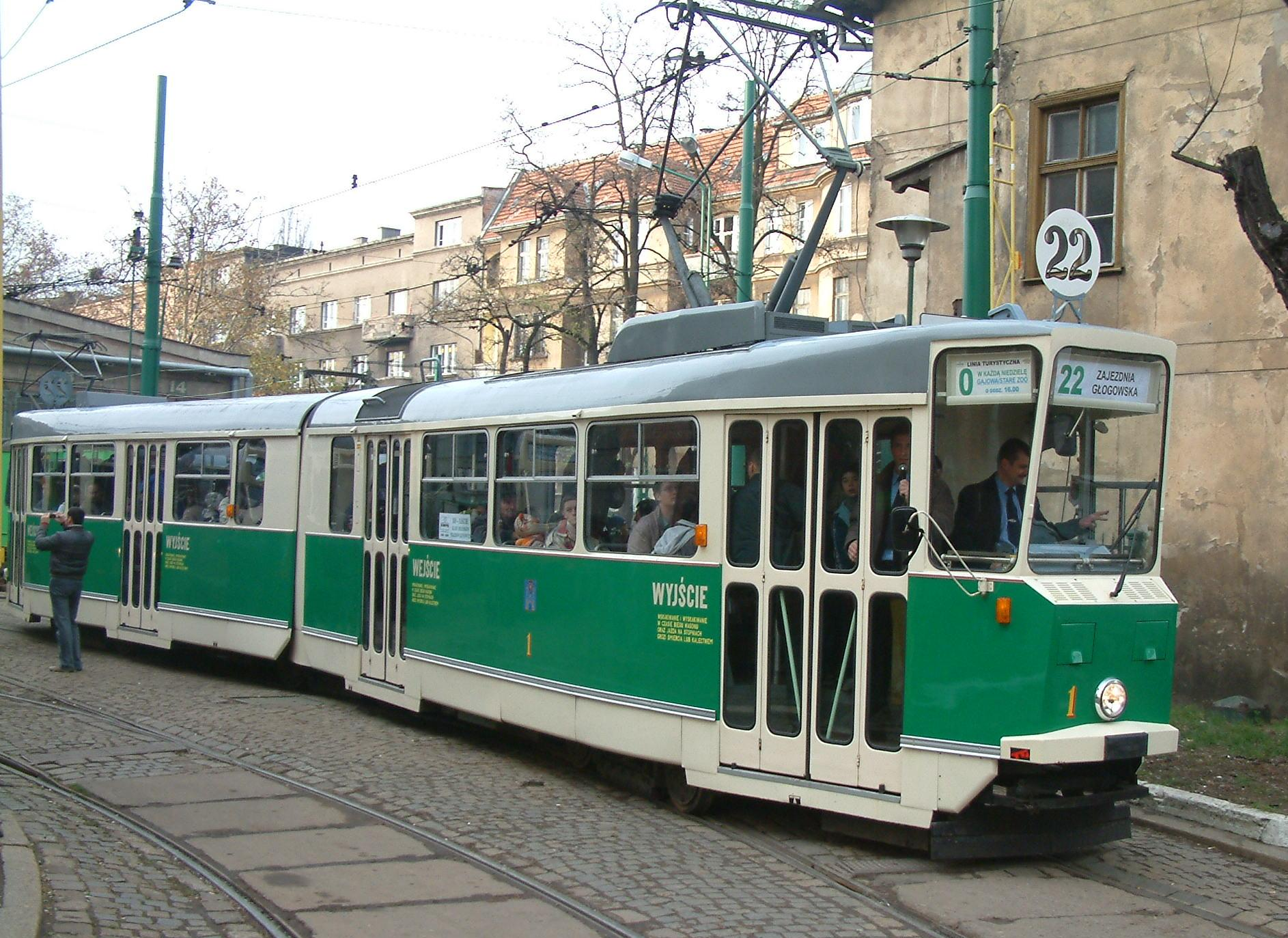
Konstal 102N in Poznań

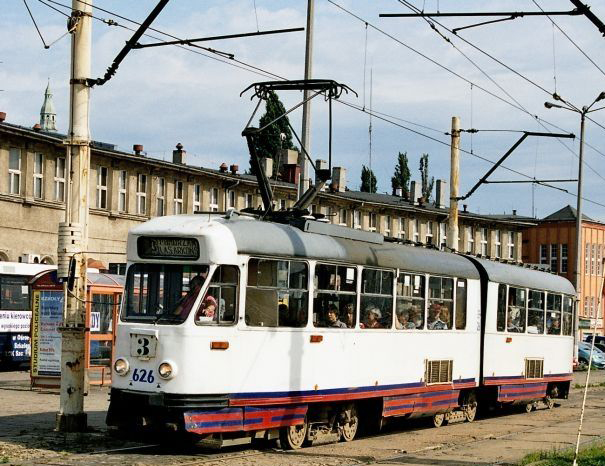
Konstal 102Na in Szczecin

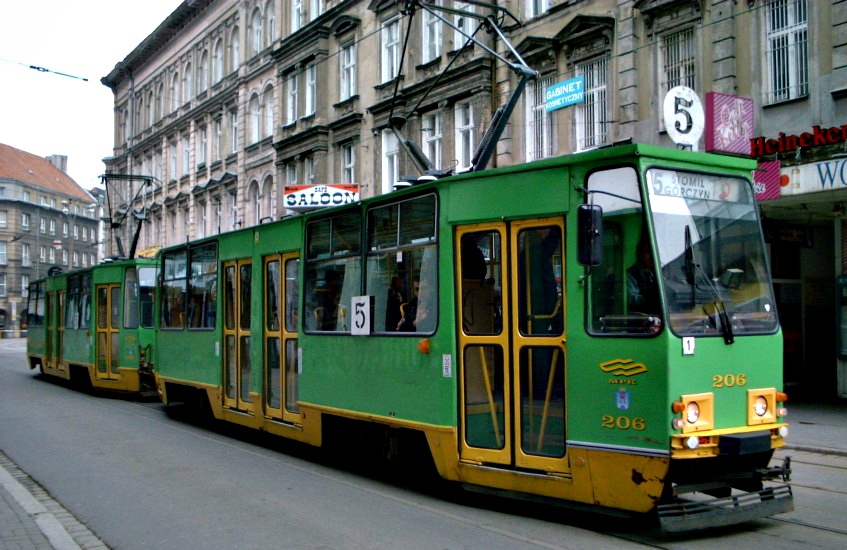
Konstal 105N na aanpassing tot 105Na in Poznań

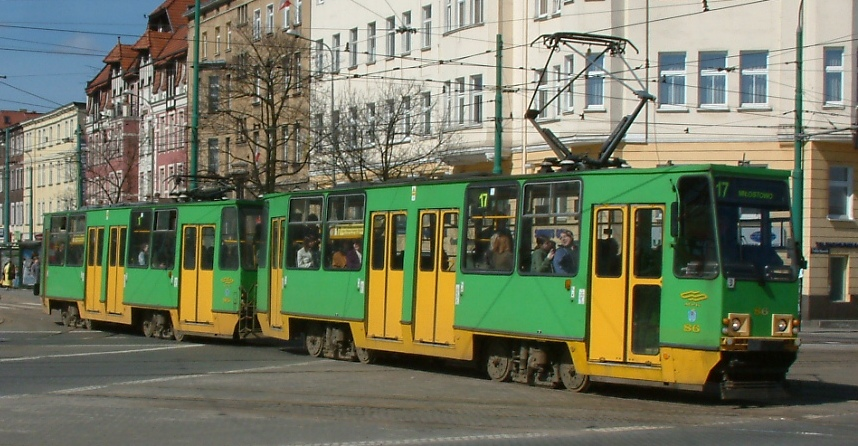
Konstal 105Na+105NaD in Poznań

Konstal is een Poolse fabriek van trammaterieel, die nu onderdeel is van het Alstom-concern.
Het bedrijf bouwde onder meer PCC-tramwagens onder licentie voor Poolse trambedrijven. De Konstal-producten werden zeer sterk beïnvloed door de Tatra-tramtypes. Ook was Konstal de fabrikant van honderden tweeassige trams die grote gelijkenis met Oost-Duitse modellen vertoonde.

## Geschiedenis
Konstal was een door de Poolse Communistische Partij bestuurd staatsbedrijf, waar in de hoogtijdagen duizenden werknemers onder contract stonden. Konstal bouwde alleen trams voor Polen en kon wagens leveren voor meterspoor en normaalspoor (1435 mm).
Het Konstal-PCC-type ontstond vanaf 1955 en was een directe kopie van de in Tsjecho-Slowakije gebouwde Tatra-trams. Zij waren, net als de Tatra’s, gebouwd met behulp van technieken en technische specificaties van de Amerikaanse PCC-car.
In tegenstelling tot de reputatie van Tatra was die van de Konstal-trams matig. Ze stonden vooral bekend om de slechte afwerking en gebruik van slecht en vervuild plaatstaal. De tramwagens roestten bijzonder snel.

## Typen
Konstal onderscheidde vele typen tramwagens, waarvan de volgende aan de principes van de PCC-car ontleend zijn:
Type 13N / 13NSD
Deze trams waren kopieën van de Tatra T1. Van de motorwagens 13N werden er 847 tussen 1959 en 1969 gebouwd, bijna allemaal voor het trambedrijf in Warschau. Type 13NSD bestond uit motorwagens zonder bestuurderszitplaats, die alleen in treinschakeling achter een 13N-wagen konden rijden. Dit was dezelfde techniek als de Haagse tram toepaste bij haar PCC’s uit de 2100-serie. Van de 13NSD werden er 158 gebouwd.
Type 102N / 802N
Vanaf 1969 bouwde Konstal enkelgelede trams naar een eigen ontwerp wat betreft de carrosserie. Technisch waren zij nog steeds Tatra’s. Dit extreem hoekige ontwerp werd toen in het Oostblok als ultramodern gezien. Type 102N was voor normaalspoor bedoeld, 802N voor meterspoor. Deze serie was geen succes en er werden er minder dan 100 van geproduceerd. Wagens gingen naar Gdańsk, Katowice, Łódź, Poznań en Wrocław.
Type 102Na / 802Na
Door het fiasco van de typen 102N en 802N greep Konstal terug op het carrosserieontwerp van het type 13N en produceerde tot 1974 meer dan 600 enkelgelede wagens van dit type. Deze trams konden met elkaar gekoppeld worden, zodat tramtreinen van ongeveer 40 meter lengte konden worden samengesteld.
Type 105N / 805N / 106N
Deze series werden vanaf 1974 geproduceerd en hadden weer een hoekig ontwerp. Dit bestond uit hoge grote ramen en grote deuren en een (vooral zomers) snikhete bestuurderscabine met zeer veel glas. Ook werden technische verbeteringen doorgevoerd in de zwaarte van de motoren en in de technische installaties. Deze verbeteringen waren echter wel allemaal afgekeken van de Tatra-trams. Deze trams vonden hun weg naar bijna alle Poolse steden met een trambedrijf en er werden er rond de 1200 van geproduceerd. De wagens konden met een maximum van drie aan elkaar gekoppeld worden.
Type 805Na
Dit type was voor bijna 100% een kopie van de voor Oost-Duitsland gebouwde Tatra KT4D. Ze was enkelgeleed, maar vereiste door de relatief korte bouw slechts twee draaistellen. Ze werden alleen in meterspooruitvoering gebouwd voor Grudziądz, Bydgoszcz en Toruń.

## Toekomst
Na de val van het IJzeren Gordijn is de Poolse tramindustrie in verval geraakt. Enkele jaren lang konden slechts met veel moeite reparaties worden verricht. Hulp uit Nederland en vooral Duitsland, die ouder trammateriaal voor een laag bedrag verkochten of tegen transportkosten weggaven, verlichtte de nood enigszins.
Gedurende de verdere liberalisering van de Europese markten is de belangstelling van grote Europese bedrijven voor goedkopere arbeidskrachten en fabricagemethoden toegenomen. Het Franse bedrijf Alstom was een van de eerste die hiervan gebruik maakten. Met ondersteuning van Alstom worden nu door Konstal weer trams gebouwd die wat betreft ontwerp en techniek overeenkomen met de nieuwste types lagevloertrams.